# Кормяжка (средний приток Дёмы)
Кормяжка — река в России, протекает в Пономарёвском районе Оренбургской области. Левый приток Дёмы.
Длина реки составляет 14 км. Протекает по слабозаселённой местности. Исток в 6,5 км к северо-западу от посёлка Жатва. Течёт на северо-восток, в низовьях протекает через западную часть села Воздвиженка. Впадает в левобережную протоку Дёмы у юго-восточной окраины села Кирсаново (≈ 440 км от устья Дёмы). Высота устья — 159 м над уровнем моря.
В низовьях реку пересекает автодорога Р239 «Казань — Оренбург — граница с Казахстаном».